# Diplazium andinum
Diplazium andinum är en majbräkenväxtart som först beskrevs av José Fernando Pacheco och Robbin C. Moran och som fick sitt nu gällande namn av Michael Kessler och Alan Reid Smith.
Diplazium andinum ingår i släktet Diplazium och familjen Athyriaceae. Inga underarter finns listade i Catalogue of Life.